# فيديريكو ليون
فيديريكو ليون (بالإسبانية: Federico León)‏ (30 أكتوبر 1984 بريسيستينسيا في الأرجنتين - ) هو لاعب كرة قدم أرجنتيني في مركز الدفاع. لعب مع بوكا جونيورز وديبورتيس إيكيكي.

## وصلات خارجية
- فيديريكو ليون على موقع قاعدة بيانات كرة القدم.إي يو (الإنجليزية)
- فيديريكو ليون على موقع Soccerway.com (الإنجليزية)